# 丘灯至夫
丘 灯至夫（おか としお、1917年〈大正6年〉2月8日 - 2009年〈平成21年〉11月24日）は日本の作詞家。本名は西山安吉。丘灯至夫以外にも丘十四夫、河野一郎など数々のペンネームを持つ。

## 人物
好々爺として知られ、その明るい人柄から作品も明るい青春歌やホームソング的なものが多い。代表作は『高原列車は行く』、『高校三年生』、『あこがれの郵便馬車』など。アニメの主題歌なども手がけており、『ハクション大魔王』、『みなしごハッチ』、『ガッチャマンファイター』などが知られている。
ペンネームの由来は、新聞記者としての経験から「押しと顔」を逆から読んだものといわれている。新聞記者は押しが強くて面の皮が厚い、と言われることから。息子は救心製薬社員の丘きんじ。

## 略歴

### 幼少期
福島県田村郡小野新町（現・小野町）の西田屋旅館（現存）の六男として生まれる。
1929年、福島県郡山市立金透小学校尋常科を卒業。
1932年、福島県郡山市立郡山商工学校（現・福島県立郡山商業高等学校）商業科を卒業。
少年時代は体が弱く、よく家族に連れられて福島県猪苗代町の旧・沼尻鉄道に揺られて中ノ沢温泉へ湯治へ出かけていた。その記憶が、のちにヒット曲『高原列車は行く』の誕生に繋がる。

### 詩人として

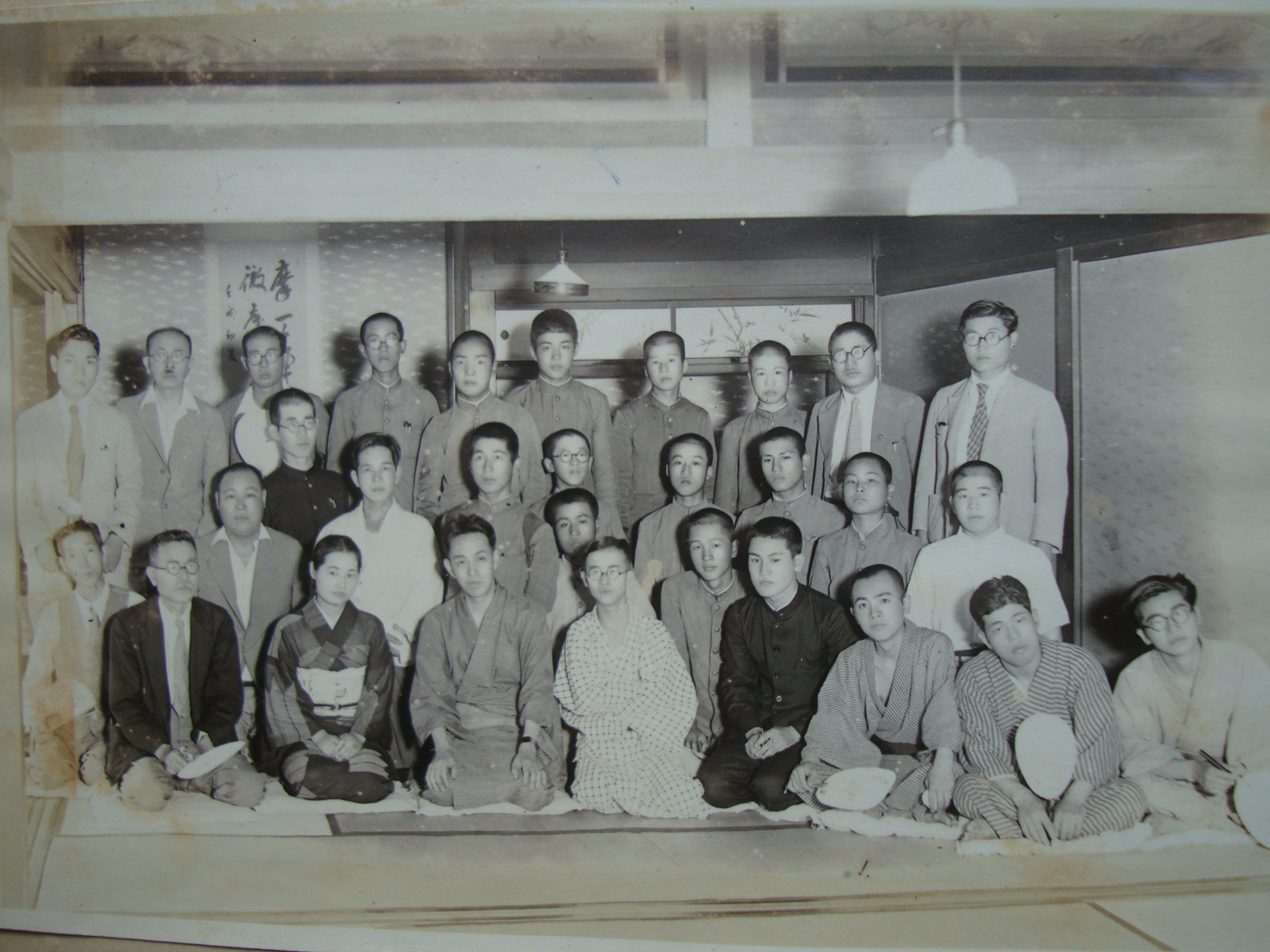
「蝋人形」郡山支部。中央に丘、左に西條八十、右に学生服の三谷晃一・太田博

体が弱かったため仕事が長続きせず、職を転々とする。ひたすら読書にふけり、詩人・西條八十主宰の雑誌に作品を載せてもらったり手紙を出したりしているうちに交流を持つ。1935年、18歳の頃に西條に弟子入り、西條八十を迎えて「蝋人形」郡山支部を結成して主宰となる。「蝋人形」誌に多くの詩作を発表する。1936年、同期の塩谷賢司とともに詩誌「蒼空」を東京で発刊（第一期、1 - 8号）。この頃から、太田博（『ひめゆり』、『相思樹の歌』作詞）、三谷晃一（元福島民報社論説委員長）、菊池貞三など多くの詩人を育てた。1940年、詩誌「蒼空」を郡山で復刊（第二期、1 - 5号）。1946年、詩誌「蒼空」を福島で復刊（第三期、 - 1948年）この時期の同人として内海久二（内海久次、『郡山市民の歌』作詞）がいる。

### 作詞家へ
1941年、NHKに入局。郡山放送局（当時）に勤務し、一時アナウンサーも務める。
1942年、NHKから毎日新聞社（東京）に転職し地元の福島支局記者となる。
1943年、小柄で脊椎が悪くいつもギプスを着用していた灯至夫にも召集令状が下る。海軍に配属されたものの病気になり、海軍病院に入院し召集解除されている。
1948年、毎日新聞東京本社出版局に転勤し、「毎日グラフ」記者として活躍。
1949年、たまたま手がけることとなった『母燈台』（三益愛子主演映画の主題歌。歌手：霧島昇）の作詞をきっかけに、日本コロムビア株式会社の専属作詞家となる。なお、作詞家となった後も毎日新聞社には籍を置き続けており1972年に毎日新聞社を定年退職している。その際、毎日新聞社会長より終身名誉職員の名を与えられ出版局特別嘱託となる 。
1961年、ロシア民謡に詩をつけた『山のロザリオ』がスリーグレイセスの歌唱によりヒット曲となる。
1963年、『高校三年生』他の作詞により日本レコード大賞作詞賞を受賞。
1964年、童謡『ワン・ツー・スリー・ゴー』により日本レコード大賞童謡賞を受賞。。
1982年、地方自治功労により福島県田村郡小野町特別功労表彰を受ける。
1988年、芸術文化功労により勲四等瑞宝章受章。
1993年、福島県田村郡小野町に「丘灯至夫記念館」（ふるさと文化の館内）がオープンし2001年に小野町名誉町民第1号となる。
2002年、郡山駅東口広場に郡山商業高校同窓会（伊東善之進会長）を中心とする実行委員会により『高校三年生歌碑』建立（4月13日）。
2009年11月24日、腎不全のために東京都内の病院にて永眠。92歳没。墓所は東京都八王子市の東京霊園。

## 主な作品
- 1949年 『母燈台』（作曲：原六朗、歌：霧島昇）
- 1951年
  - 『白いランプの灯る道』（作曲：古関裕而、歌：奈良光枝）
  - 『長崎の雨』（作曲：古関裕而、歌：藤山一郎）
  - 『あこがれの郵便馬車』（作曲：古関裕而、歌：岡本敦郎）
- 1953年
  - 『みどりの馬車』（作曲：古関裕而、歌：岡本敦郎）
  - 『みどりの雨』（作曲：古関裕而、歌：藤山一郎）
- 1954年
  - 『高原列車は行く』（作曲：古関裕而、歌：岡本敦郎）
  - 『百万石音頭』（作曲：古関裕而、歌：伊藤久男・永田とよ子）
- 1955年
  - 『雑木林に月が出た』（作曲：原六朗、歌：中村メイコ）
- 1957年 『東京のバスガール』（作曲：上原げんと、歌：コロムビア・ローズ）
- 1959年 『変幻三日月丸』（作曲：堀江貞一、編曲：武市昌久、歌：大野一夫）
- 1961年 『襟裳岬』（作曲：遠藤実、歌：島倉千代子）
- 1963年
  - 『高校三年生』（作曲：遠藤実、歌：舟木一夫）
  - 『修学旅行』（作曲：遠藤実、歌：舟木一夫）
- 1964年 『智恵子抄』（作曲：戸塚三博、歌：二代目コロムビア・ローズ）
- 1965年 『二十四の瞳』（作曲：戸塚三博、歌：二代目コロムビア・ローズ）
- 1967年 『天才クイズの歌』（作曲：中村八大、歌：CBC児童合唱団）
- 1969年 『ハクション大魔王の歌』（作曲：市川昭介、歌：嶋崎由理）
- 1970年 『みなしごハッチ』（作曲：越部信義、歌：嶋崎由理）
- 1971年 『決断』（作曲：古関裕而、歌：幹和之）
- 1972年
  - 『木枯し紋次郎』（作曲：遠藤実、歌：舟木一夫）
  - 『ピピのうた』（作曲：松山祐士、歌：広川あけみ）
- 1973年
  - 『キカイダーは行く』（田中守と共同作詞、作曲：渡辺宙明、歌：子門真人・コロムビアゆりかご会）
  - 『ぼくらのキカイダー』（大船進と共同作詞、作曲：渡辺宙明、歌：コロムビアゆりかご会）
  - 『しあわせ見つけた』（作曲：いずみたく、歌：由紀さおり）
- 1976年
  - 『小さな巨人ミクロマン』、『その名はミクロマン』（作曲：菊池俊輔、歌：水木一郎）
- 1979年
  - 『ガッチャマンファイター』（作曲：小林亜星、歌：ささきいさお・コロムビアゆりかご会）
  - 『若さと英知〜日本ビジネスコンサルタント社歌』[12]（原案：社内公募、作曲：古関裕而、歌：三鷹淳）
- 1980年 『おれたちゃクロダコブラザーズ』（作曲：渡辺宙明、歌：こおろぎ'73）
- 1985年 『日立物流社歌』[13]（作曲：古関裕而、歌：三鷹淳）
- 2008年 『あの世はパラダイス』『霊柩車はゆくよ』（作曲：小林亜星、歌：エノケソ）[14]

## 著書
- 『歌暦五十年』（全音楽譜出版社、1954年）
- 『歌に見る近代世相史 懐しの明治・大正・昭和歌謡集』（旺文社）
- 『明治・大正・昭和歌謡集』（弥生書房、1967年）
- 『ヒットソングの世界』（島田音楽出版社、1984年）
- 『「スズメのお宿」歳時記 丘灯至夫92歩の足跡』（民報印刷、2010年）、他